# Microsoft HoloLens

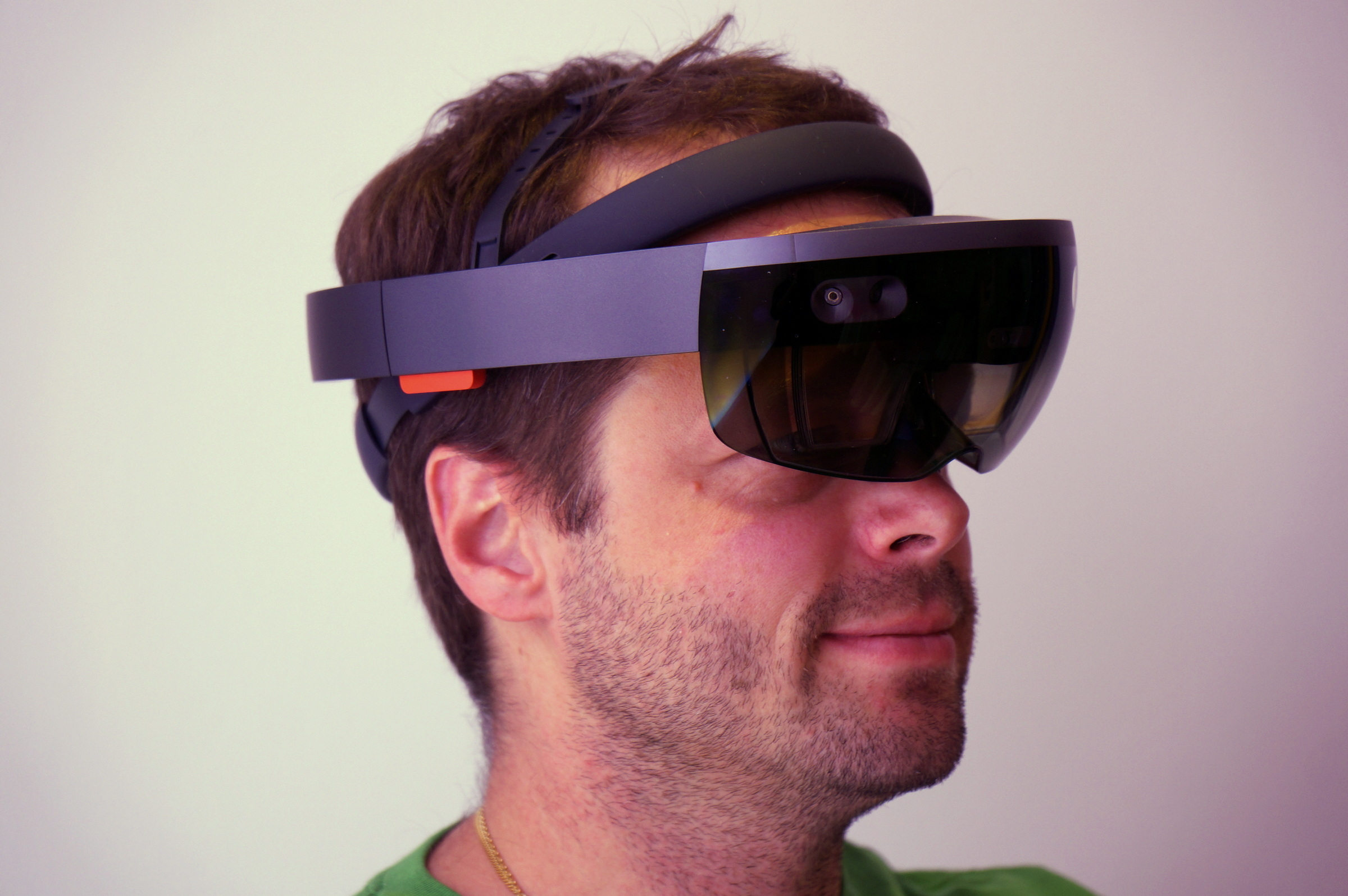
Microsoft HoloLens

De Microsoft Hololens (gestileerd als HoloLens) is een aangevulde realiteitsbril, die draait op Windows 10. Het product werd aangekondigd op 21 januari 2015 en kwam op 30 maart 2016 op de markt.

## Beschrijving
Microsoft wil met de HoloLens de kloof tussen de digitale en de analoge wereld deels overbruggen, onder andere door het mogelijk te maken digitale 3D-modellen in de reële ruimte af te beelden. Hiertoe wordt de illusie gewekt dat de digitale modellen zich effectief op een bepaalde afstand van de gebruiker bevinden. Deze functionaliteit doet denken aan wat in de volksmond hologrammen worden genoemd, en leverde zo de inspiratie voor de naam van het apparaat. De techniek verschilt echter van traditionele hologrammen.

## Techniek
De HoloLens zie eruit als een uit de kluiten gewassen zonnebril en is in feite een head-mounted display (op het hoofd gemonteerd beeldscherm) waarin een Windows 10-computer ingebouwd is. Het apparaat droeg tijdens de ontwikkeling de naam "Project Baraboo" en beschikt, net als de Kinect, over een camerasysteem dat naast lengte en breedte ook diepte in beeld waarneemt. Deze camera heeft een gezichtsveld van 120° bij 120°. Daarnaast reageert de HoloLens op gebaren, gesproken commando's en oogbewegingen.
Onder andere om al deze invoer te verwerken, en voor de berekeningen die nodig zijn voor het creëren van de holografische illusie, is de computer uitgerust met drie types processoren: naast de traditionele CPU en GPU is er ook een zogenaamde 'Holographic Processing Unit' (HPU).

## HoloLens 2
Microsoft bracht op 7 november 2019 de HoloLens 2 uit in beperkte oplage als opvolger van de eerste versie. De bril werd aangekondigd op 24 februari 2019 tijdens de Mobile World Congress in Barcelona. Technische specificaties zijn:
- Qualcomm Snapdragon 850 processor
  - 2 miljard transistors
  - 7 SIMD-eenheden voor 2D-verwerking
  - 6 vectorprocessors voor 3D-verwerking
- 125 Mb statisch werkgeheugen (SRAM)
- PCIe 2.0-bus met een bandbreedte van 100 MB/s
- Beeldscherm met 1440×936 pixels
- 8 megapixel camera, video op 1080p
- Gewicht: 566 gram

De HoloLens 2 heeft vooral meer processorkracht, sneller geheugen en verbeterde stabiliteit voor het tonen van hologrammen. Ook voegde men verbeteringen toe aan het volgen van oog- en handbewegingen en de HoloLens 2 kreeg tevens spatiale audio.